# Матіас Тіссера
Матіас Тіссера (ісп. Matías Tissera, нар. 6 вересня 1996, Буенос-Айрес, Аргентина) — аргентинський футболіст, нападник болгарського клубу «Лудогорець».

## Ігрова кар'єра
Матіас Тіссера народився у передмісті Буенос-Айреса. Свою футбольну кар'єру починав у молодіжній команді «Ньюеллс Олд Бойз». У 2017 році нападник потрапив до першої команди клубу. Але закріпитися в основі він так і не зумів, провів в команді лише п'ять матчів. Більшу частину ігрового часу футболіст провів в оренді у клубах Другого дивізіону Аргентини. Тіссера грав у «Кільмесі», «Індепенд'єнте Рівадавія». Після оренди в клубі «Платенсе», футболіст підписав з цим колективом контракт на постійній основі.
Саме у складі «Платенсе» Тіссера дебютував у аргентинській Прімері. 
У лютому 2022 року Тіссера перейшов до складу чемпіона Болгарії — клубу «Лудогорець» з Разграда.

## Титули
Лудогорець
 Чемпіон Болгарії: 2021/22, 2022/23, 2023/24
 Переможець Кубка Болгарії: 2022/23
 Переможець Суперкубка Болгарії: 2022, 2023